# Чоловічий монастир Собору Пресвятої Богородиці (Джублик)
48°16′06″ пн. ш. 23°04′45″ сх. д. / 48.268403518217° пн. ш. 23.079107701733° сх. д.
Монастир «Собору Пресвятої Богородиці» — чоловічий монастир в урочищі Джублик біля села Нижнє Болотне в Іршавському районі Закарпатської області, місце паломництв і прощ.
Адреса: Закарпатська область, Іршавський район, с. Нижнє Болотне, вул. Джублик, 1.

## Історія
Монастир засновано на місці, де в 2002 р. з'явилася двом дівчаткам Пресвята Богородиця. Оскільки велика кількість паломників почали приїжджати на це місце, то 7 липня 2004 року на празник Різдва Івана Хрестителя, єпископ Мукачівської греко-католицької єпархії владика Мілан Шашік СМ усним благословенням «ad experimentum» благословив, щоб на цьому місці почала існувати чернеча спільнота під проводом о. Атанасія Чийпеша, який вже понад рік жив на цьому місці. Того ж дня відбулися перші монаші облечени кандидатів до цього монастиря.
Головним завданням чернечої спільноти є служіння Богові і людям, а також задовольняти духовні потреби паломників, які приїжджають на паломницьке місце молитви в Джублик.
10 липня 2010 року єпископ Мукачівської греко-католицької єпархії вл. Мілан Шашік, після 4-річного існування «ad experimentum», і після наради з пресвітерською радою єпархії, згідно з каноном 434 та 435 Кодексу Канонів Східних Церков видав Декрет Канонічного Заснування чоловічого монастиря єпархіального права «Собору Пресвятої Богородиці» в урочищі Джублик. Ігуменом монастиря було призначено о. Атанасія Чийпеша.
При монастирі є літня церква Непорочного Зачаття Пречистої Діви Марії, а також у 2015 році єпископи Мукачівської єпархії Мілан Шашік і Ніл Лущак освятили перший камінь під монастирський храм. У монастирі є каплиця Христа Чоловіколюбця. При монастирі діє релігійна крамниця, трапезна, а також будинок для паломників, Кожного 26–27 числа місяця до Джублика з'їжджаються паломники на прощу, яку організовують ченці монастиря.